# 권오민
권오민(1997년 10월 14일~)은 대한민국의 배우이자 모델이다.
2000년에 키즈 모델로 일단 처음 데뷔하였고, 이듬해 2001년 SBS 서울방송 TV 대하 사극 드라마 《여인천하》에서 어린 동궁 이호 역(단역)을 통하여 배우(아역)로 첫 입문하였다. 2016년 연극배우로 활약할 당시에 민병관이라는 예명을 잠시 사용하였다.

## 출연 작품

### 연기 활동

#### 영화
- 2001년 《달마야 놀자》 ... 광은(동자승) 역
- 2004년 《늑대의 유혹》 ... 한주호 역
- 2005년 《웰컴 투 동막골》 ... 서동구 역
- 2006년 《김관장 대 김관장 대 김관장》 ... 김도령 역
- 2007년 《만남의 광장》 ... 강길중 역
- 2008년 《라듸오 데이즈》 ... 길수(배달 소년) 역

#### 연극
- 2016년 《김포 변두리》 ... 민병관 역(단역)

#### 드라마
- 2001년 SBS 대하사극 드라마 《여인천하》 ... 원자 이호(어린 시절의 인종 이호) 역[2]
- 2002년 MBC 수목미니시리즈 《선물》 ... 김성수 역
- 2002년 KBS2 월화미니시리즈 《러빙 유》
- 2002년 MBC 월화미니시리즈 《내 사랑 팥쥐》 ... 김학수[3] 역
- 2002년 SBS 드라마 스폐셜 《별을 쏘다》 ... 어린 구성태[4] 역
- 2003년 SBS 대기획 드라마 《올 인》 ... 어린 김인하[5] 역
- 2003년 MBC 수목미니시리즈 《앞집 여자》
- 2003년 SBS 대하사극 드라마 《왕의 여자》 ... 영창대군 이의 역
- 2003년 MBC 주말연속극 《회전목마》 ... 현이(서현)[6] 역
- 2007년 MBC 창사46주년 특별기획 사극 드라마 《이산》 ... 어린 박대수[7] 역
- 2008년 SBS 창사특집극 《압록강은 흐른다》 ... 12세 시절의 이수암 역
- 2009년 MBC 아침드라마 《하얀 거짓말》
- 2009년 MBC 일일연속극 《밥 줘》 ... 웅이(배웅) 역

### 이외 단발적 연기 활동

#### CF 광고
- 2003년 《한국 까르푸》[8]
- 2009년 《현대기업》[9]

## 수상
- 2001년 SBS 연기대상 아역상